# Richard Sandrak
Richard Sandrak (sinh ngày 15 tháng 4 năm 1992), cũng gọi là Tiểu Hercules, là một vận động viên thể hình, võ sĩ và diễn viên người Mỹ sinh ra ở Ukraina, nổi tiếng với vóc dáng cơ bắp của mình ở độ tuổi rất trẻ, và sự xuất hiện của anh trong bộ phim tài liệu The World's Strongest Boy (cậu bé khỏe nhất thế giới).

## Tiểu sử
Richard Sandrak sinh ngày 15 tháng 4 năm 1992, tại một ngôi làng nhỏ ở Ukraina, cha cậu là Pavel Sandrak, một nhà vô địch võ thuật thế giới, và mẹ của cậu là bà Lena Sandrak, một tuyển thủ thể dục nhịp điệu. Năm 1994, Sandrak, tuổi 2, cùng cha mẹ chuyển đến Pennsylvania, nơi cha mẹ của cậu tin rằng cậu sẽ có một cuộc sống tốt hơn. Sandrak đã bắt đầu được huấn luyện ngay sau khi họ đến tiểu bang này. Cha cậu đã từng học taekwondo, đã dạy võ cho cậu và huấn luyện thể hình trọng lượng nhẹ.. Gia đình họ sau đó chuyển đến tiểu bang California, với ý định cho con trai họ gia nhập vào làng giải trí. Họ đã gặp huấn luyện viên Frank Giardina, trong chuyến lưu diễn của một phòng tập gym Giardina, và đã thuê anh để giúp cho con trai của họ nổi tiếng.

## Phim trường
- Ripley's Believe It or Not! (TV, 2000)[4]
- Hogan Knows Best (TV, 2006)[5]
- Little Hercules in 3-D (2009)[6]
- The Legends of Nethiah (2012)
- Assassin Priest (2012)
- Making of 'The Legends of Nethiah': Fantasy Shoot (2013)